# Brüssow
Brüssow är en stad i östra Tyskland, belägen i Landkreis Uckermark i nordöstra delen av förbundslandet Brandenburg.

## Geografi
Regionen kring Brüssow är en bottenmorän från den senaste istiden, belägen mellan floderna Ucker och Randow. Landskapet är kulligt med många små insjöar och dammar. Mot våtmarken kring floden Randow sänker sig området cirka 30 meter. Vid sluttningen finns ett större skogsområde, men i övrigt består landskapet till övervägande del av jordbruksmark.

### Administrativ indelning
Brüssow är administrativt säte för förbundslandet Amt Brüssow (Uckermark). Förutom staden Brüssow administreras även grannkommunerna Carmzow-Wallmow, Göritz, Schenkenberg och Schönfeld som delar av amtet.

## Historia
Samhället grundades av slaver och koloniserades under 1100-talet av tyska invandrare under Ostsiedlung-perioden. 1259 omnämns Brüssows stadsrättigheter för första gången i skrift. Orten hade ett bra strategiskt läge vid vägen Magdeburg – Berlin – Stettin. Mellan 1550 och 1809 var stadsrättigheterna indragna.
1935 fick generalfältmarskalken August von Mackensen en dotation av Adolf Hitler som omfattade godset Brüssow.
Mellan 1952 och 1992 tillhörde Brüssow det östtyska distriktet Kreis Pasewalk.

## Kommunikationer

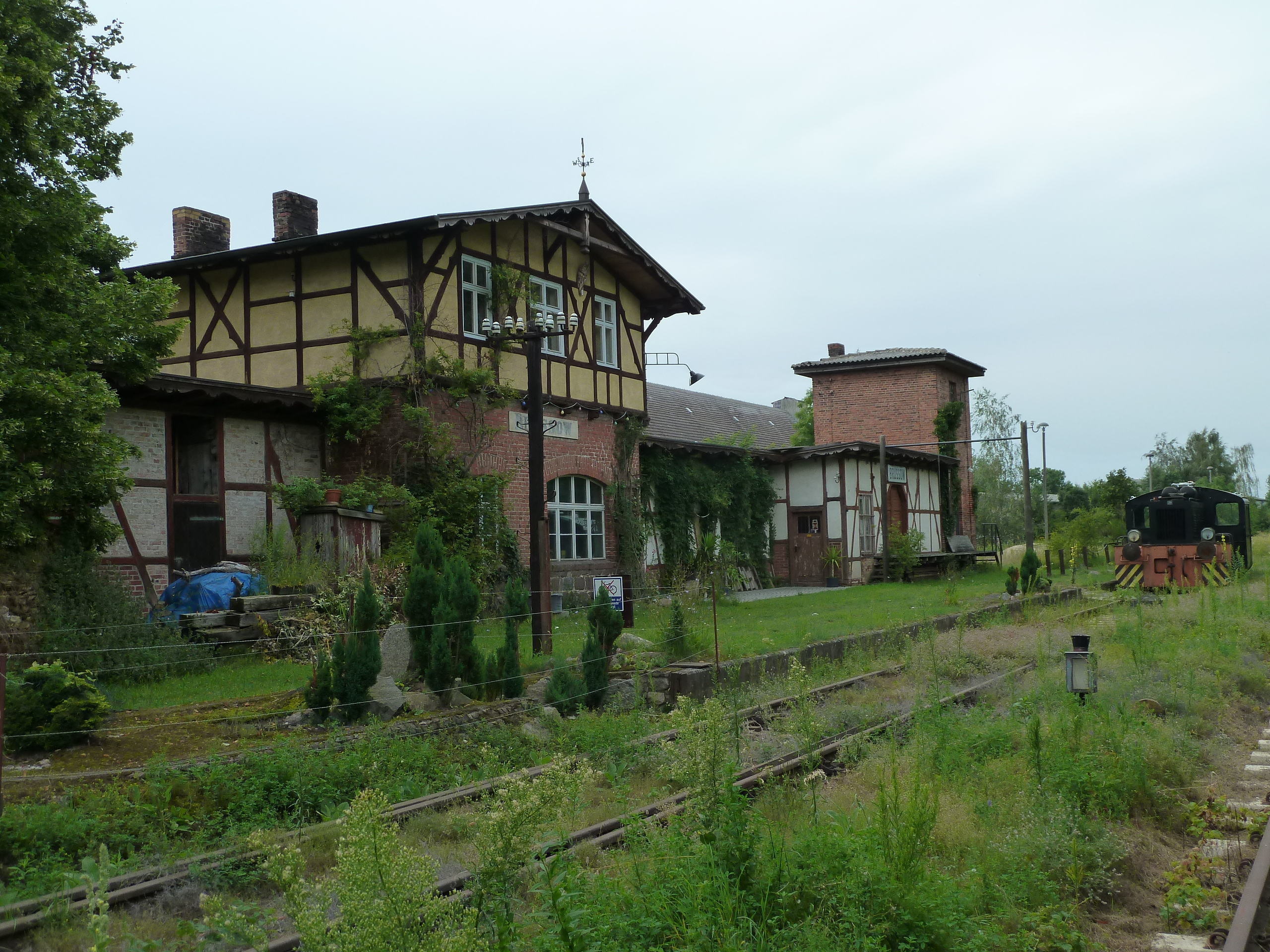
Den nedlagda järnvägsstationen

Den tidigare järnvägslinjen Prenzlau - Brüssow - Löcknitz är sedan 1997 nedlagd. De närmaste trafikerade järnvägsstationerna finns i Löcknitz och Prenzlau.
Närmaste motorvägsanslutning till motorvägen A20 ligger i Schenkenberg 12 km västerut, vid avfarten Prenzlau-Ost.

## Vänorter
- Salzkotten, Nordrhein-Westfalen,  Tyskland.